# Bernard Lagat
Bernard Kipchirchir Lagat (Kapsabet, 12 dicembre 1974) è un mezzofondista keniota naturalizzato statunitense, vincitore di due titoli mondiali a Osaka 2007.

## Biografia

### Gli inizi
Lagat nasce nel villaggio di Kaptel, vicino alla città di Kapsabet nella contea di Nandi. La sua data di nascita coincide con la festività del Jamhuri, che celebra l'indipendenza del Kenya. È un Nandi, sottotribù dei Kalenjin.
Si diploma alla Kaptel High School nel 1994, dove ha altresì cominciato la sua carriera nell'atletica leggera. Nel 1996 si iscrive alla Jomo Kenyatta University of Agriculture and Technology (JKUAT) a Nairobi. Nello stesso anno si sposta alla Washington State University. Nel 2000, Lagat si diploma alla Washington State University - come Henry Rono e Michael Kosgei, celebri atleti keniota prima di lui - con una laurea in management information systems.
La sorella maggiore di Lagat, Mary Chepkemboi, è stata un'atleta di livello internazionale, vincitrice del titolo di campionessa africana dei 3000 m nel 1984.

### Controversie

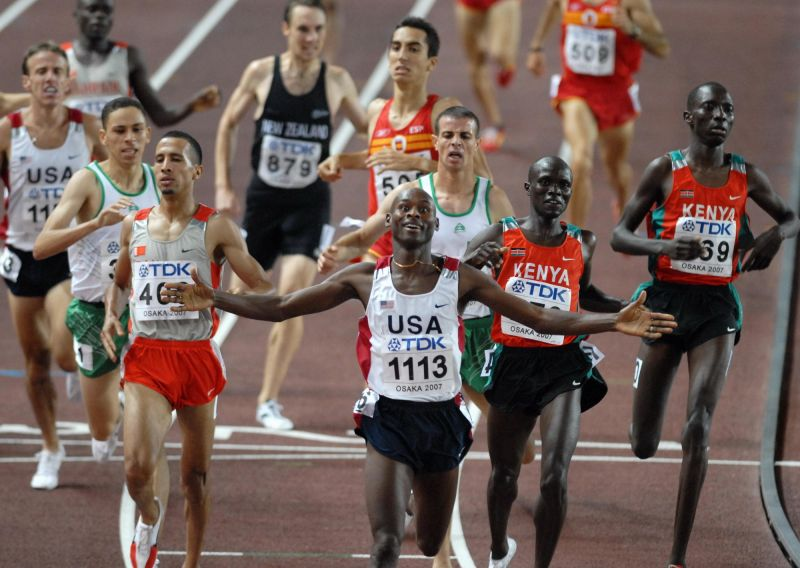
Bernard Lagat taglia vittorioso il traguardo dei 1500 m ai Mondiali del 2007

Lagat è stato tra i vari atleti kenioti, tra i quali Richard Limo e Reuben Kosgei, che furono pesantemente criticati per non avere rappresentato il proprio Paese ai Giochi del Commonwealth del 2002, tenutisi a Manchester. I corridori scelsero piuttosto di gareggiare nella Golden League.
Lagat abbandonò i Mondiali di Parigi Saint-Denis 2003, dopo che gli fu comunicato di essere risultato positivo all'eritropoietina, (EPO), l'8 agosto mentre gareggiava in Germania. Fu sospeso dalla gara, ma la sospensione fu poi rimossa quando un secondo campione risultò negativo alle analisi. All'apprendere questa buona notizia, Lagat dichiarò: "Spero che questo risultato eliminerà anche ogni sospetto sul fatto che io abbia mai fatto uso di doping."

### Dalla cittadinanza keniota a quella statunitense
Nel marzo 2005, Lagat annunciò di essere diventato un cittadino naturalizzato degli Stati Uniti d'America a partire dal 7 maggio 2004, nonostante avesse partecipato per il Kenya ai Giochi olimpici di Atene dello stesso anno. Poiché il Kenya non permetteva la doppia cittadinanza, la sua medaglia d'argento nei 1500 m è stata inizialmente in dubbio.
A causa di questo cambio di nazionalità, Lagat scontò un periodo di bando dagli eventi internazionali. Per questo motivo non partecipò ai Mondiali di Helsinki 2005. Un cambio di nazionalità simile, in questo caso da keniota a danese, costò a Wilson Kipketer la partecipazione ai Giochi olimpici di Atlanta del 1996.

### Doppio oro ai Mondiali 2007
Ai Mondiali di Osaka 2007 Lagat superò tutti i suoi risultati precedenti, diventando il primo atleta capace di diventare campione mondiale nei 1500 m e nei 5000 m nella stessa edizione dei campionati.

## Record nazionali
Seniores - Kenya
- 1500 metri piani: 3'26"34 ( Bruxelles, 24 agosto 2001)

Seniores - Stati Uniti d'America
- 1500 metri piani: 3'29"30 ( Rieti, 28 agosto 2005)
- 1500 metri piani indoor: 3'33"34 ( Fayetteville, 11 febbraio 2005)
- Miglio indoor: 3'49"89 ( Fayetteville, 11 febbraio 2005)

## Palmarès

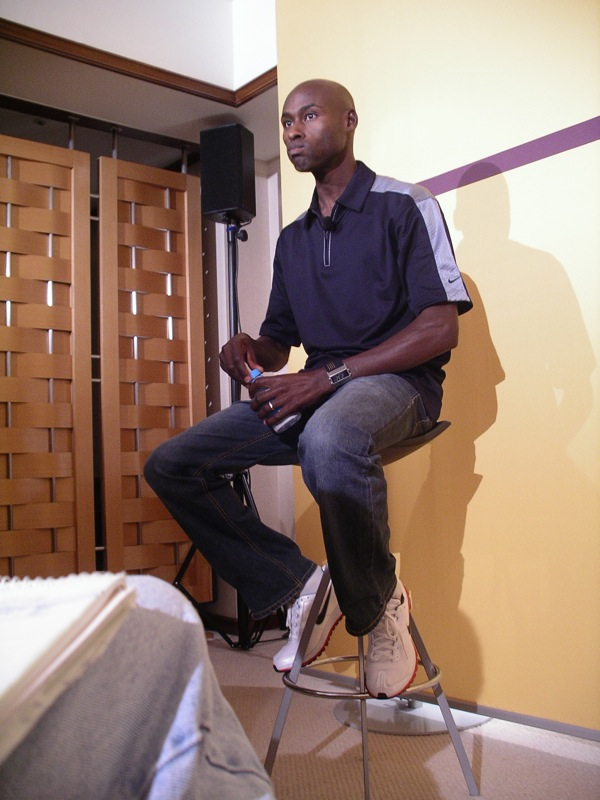
Bernard Lagat nel 2007

| Anno                                | Manifestazione      | Sede             | Evento       | Risultato  | Prestazione | Note                                     |
| ----------------------------------- | ------------------- | ---------------- | ------------ | ---------- | ----------- | ---------------------------------------- |
| In rappresentanza del Kenya         |                     |                  |              |            |             |                                          |
| 1999                                | Universiadi         | Palma di Maiorca | 1500 m piani | Oro        | 3'40"99     |                                          |
| 2000                                | Giochi olimpici     | Sydney           | 1500 m piani | Bronzo     | 3'32"44     |                                          |
| 2001                                | Mondiali indoor     | Lisbona          | 3000 m piani | 6º         | 7'45"52     |                                          |
| 2001                                | Mondiali            | Edmonton         | 1500 m piani | Argento    | 3'31"10     |                                          |
| 2002                                | Campionati africani | Tunisi           | 1500 m piani | Oro        | 3'38"11     |                                          |
| 2003                                | Mondiali indoor     | Birmingham       | 1500 m piani | Argento    | 3'42"62     |                                          |
| 2004                                | Mondiali indoor     | Budapest         | 3000 m piani | Oro        | 7'56"34     |                                          |
| 2004                                | Giochi olimpici     | Atene            | 1500 m piani | Argento    | 3'34"30     |                                          |
| In rappresentanza degli Stati Uniti |                     |                  |              |            |             |                                          |
| 2007                                | Mondiali            | Osaka            | 1500 m piani | Oro        | 3'34"77     |                                          |
| 2007                                | Mondiali            | Osaka            | 5000 m piani | Oro        | 13'45"87    |                                          |
| 2008                                | Giochi olimpici     | Pechino          | 1500 m piani | Semifinale | 3'37"79     |                                          |
| 2008                                | Giochi olimpici     | Pechino          | 5000 m piani | 9º         | 13'26"89    |                                          |
| 2009                                | Mondiali            | Berlino          | 1500 m piani | Bronzo     | 3'36"20     |                                          |
| 2009                                | Mondiali            | Berlino          | 5000 m piani | Argento    | 13'17"33    |                                          |
| 2010                                | Mondiali indoor     | Doha             | 3000 m piani | Oro        | 7'37"97     | Miglior prestazione personale stagionale |
| 2011                                | Mondiali            | Taegu            | 5000 m piani | Argento    | 13'23"64    |                                          |
| 2012                                | Mondiali indoor     | Istanbul         | 3000 m piani | Oro        | 7'41"44     | Miglior prestazione personale stagionale |
| 2012                                | Giochi olimpici     | Londra           | 5000 m piani | 4º         | 13'42"99    |                                          |
| 2013                                | Mondiali            | Mosca            | 5000 m piani | 6º         | 13'29"24    |                                          |
| 2014                                | Mondiali indoor     | Sopot            | 3000 m piani | Argento    | 7'55"22     |                                          |
| 2016                                | Giochi olimpici     | Rio de Janeiro   | 5000 m piani | 5º         | 13'06"78    | Miglior prestazione personale stagionale |

## Campionati nazionali
- 1 volta campione nazionale keniota dei 1500 m piani (2002)
- 2 volte campione nazionale statunitense dei 1500 m piani (2006, 2008)
- 8 volte campione nazionale statunitense dei 5000 m piani (2006, 2007, 2008, 2010, 2011, 2013, 2014, 2016)
- 4 volte campione nazionale statunitense indoor dei 3000 m piani (2010, 2011, 2012, 2014)

## Altre competizioni internazionali
1998

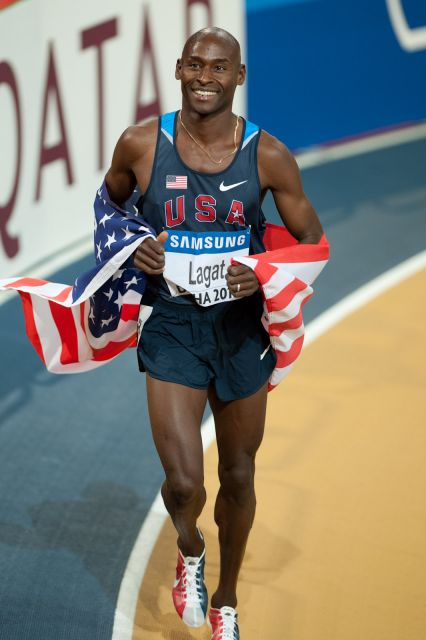
Bernard Lagat ai Mondiali indoor di

- 10º al Meeting de Paris ( Parigi), 800 m piani - 1'46"02

1999
- Argento alla Grand Prix Final ( Monaco di Baviera), 1500 m piani - 3'32"30
- 5º all'ISTAF Berlin ( Berlino), 2000 m piani - 4'55"58
- Argento all'Herculis ( Monaco), 1500 m piani - 3'30"61

2000
- Argento alla Grand Prix Final ( Doha), 1500 m piani - 3'36"88
- 5º all'Herculis ( Monaco), 3000 m piani - 7'33"51
- 4º al Memorial Van Damme ( Bruxelles), 1 miglio - 3'49"84
- Bronzo al Weltklasse Zürich ( Zurigo), 1500 m piani - 3'28"51

2001
- Argento alla Grand Prix Final ( Melbourne), 1500 m piani - 3'32"10
- Bronzo al Prefontaine Classic ( Eugene), 1 miglio - 3'53"14
- Argento al Memorial Van Damme ( Bruxelles), 1500 m piani - 3'26"34
- Argento al Weltklasse Zürich ( Zurigo), 1500 m piani - 3'30"61
- Bronzo all'Herculis ( Monaco), 1500 m piani - 3'31"08

2002
- Argento alla Grand Prix Final ( Parigi), 1500 m piani - 3'30"54
- Oro in Coppa del mondo ( Madrid), 1500 m piani - 3'31"20
- Bronzo al Prefontaine Classic ( Eugene), 1 miglio - 3'52"63
- Argento all'Herculis ( Monaco), 1500 m piani - 3'27"91
- Argento al Memorial Van Damme ( Bruxelles), 1500 m piani - 3'30"39
- Oro all'Athletissima ( Losanna), 1500 m piani - 3'32"24
- Argento all'ISTAF Berlin ( Berlino), 1500 m piani - 3'32"91

2003
- Oro al Prefontaine Classic ( Eugene), 1 miglio - 3'50"21
- Argento al Weltklasse Zürich ( Zurigo), 1500 m piani - 3'30"55
- Argento all'Athletissima ( Losanna), 1500 m piani - 3'34"27

2004
- 4º alla World Athletics Final ( Monaco), 1500 m piani - 3'45"41
- Oro al Weltklasse Zürich ( Zurigo), 1500 m piani - 3'27"40
- Oro ai Bislett Games ( Oslo), 1500 m piani - 3'34"08

2005
- Argento alla World Athletics Final ( Monaco), 1500 m piani - 3'33"55
- Oro alla World Athletics Final ( Monaco), 3000 m piani - 7'38"00
- Bronzo al Prefontaine Classic ( Eugene), 1 miglio - 3'51"53
- Argento al Weltklasse Zürich ( Zurigo), 1500 m piani - 3'31"04

2006
- Argento alla World Athletics Final ( Stoccarda), 1500 m piani - 3'32"93
- Oro al Prefontaine Classic ( Eugene), 1 miglio - 3'51"53
- Bronzo all'Athletissima ( Losanna), 1500 m piani - 3'32"19

2007
- Oro al Weltklasse Zürich ( Zurigo), 3000 m piani - 7'38"77
- Argento al Prefontaine Classic ( Eugene), 1 miglio - 3'50"56
- Argento al Reebok Grand Prix ( New York), 1 miglio - 3'53"88

2008
- 6º alla World Athletics Final ( Stoccarda), 1500 m piani - 3'38"79
- Oro al Prefontaine Classic ( Eugene), 2 miglia - 8'12"45
- Oro alla World Athletics Final ( Stoccarda), 3000 m piani - 8'02"97

2009
- Argento alla World Athletics Final ( Salonicco), 3000 m piani - 8'04"00
- Oro al Prefontaine Classic ( Eugene), 3000 m piani - 7'35"92
- Oro al London Grand Prix ( Londra), 1 miglio - 3'52"71
- 8º all'Athletissima ( Losanna), 800 m piani - 1'46"84

2010
- Oro in Coppa continentale ( Spalato), 3000 m piani - 7'54"75
- Oro in Coppa continentale ( Spalato), 5000 m piani - 13'58"23
- Bronzo ai Bislett Games ( Oslo), 5000 m - 12'54"18
- 9º al Prefontaine Classic ( Eugene), 1 miglio - 3'54"36
- 7º all'Herculis ( Monaco), 1500 m piani - 3'32"51

2011
- Argento all'Herculis ( Monaco), 5000 m piani - 12'53"60
- Oro al Prefontaine Classic ( Eugene), 2 miglia - 8'13"62
- Oro alla Fifth Avenue Mile ( New York),  miglio su strada - 3'50"5

2012
- Bronzo al Weltklasse Zürich ( Zurigo), 5000 m piani - 12'59"92

2013
- 12º alla Mezza maratona di New York ( New York) - 1h02'33"

2014
- Bronzo in Coppa continentale ( Marrakech), 3000 m piani - 7'53"95
- Argento alla Carlsbad 5000 ( Carlsbad), 5 km - 13'18"
- Oro ai Sainsbury's Anniversary Games on the Mall ( Londra), 2 miglia - 8'27"

2015
- 4º al Prefontaine Classic ( Eugene), 5000 m piani - 13'14"97
- Bronzo alla Great Manchester Run ( Manchester) - 27'47"
- Bronzo alla Carlsbad 5000 ( Carlsbad), 5 km - 13'40"
- 15º al Great Edinburgh Crosscountry ( Edimburgo) - 13'07"

2016
- Bronzo ai London Anniversary Games ( Londra), 5000 m piani - 13'14"96
- 6º alla Weltklasse Zurich ( Zurigo), 5000 m piani - 13'19"73
- 4º alla Carlsbad 5000 ( Carlsbad), 5 km - 13'38"

2017
- 8º alla Great North Run ( Newcastle upon Tyne) - 1h03'02"
- Argento alla Great Manchester Run ( Manchester) - 28'13"
- 5º alla Peachtree Road Race ( Atlanta) - 28'42"

2018
- 18º alla Maratona di New York ( New York) - 2h17'20"
- 15º alla Houston Half Marathon ( Houston) - 1h05'00"
- Oro alla Peachtree Road Race ( Atlanta) - 28'45"

2019
- 7º alla Gold Coast Marathon ( Gold Coast) - 2h12'10"